# Melochia spicata
Melochia spicata är en malvaväxtart som först beskrevs av Carl von Linné, och fick sitt nu gällande namn av P.A. Fryxell. Melochia spicata ingår i släktet Melochia och familjen malvaväxter. Inga underarter finns listade i Catalogue of Life.

## Bildgalleri

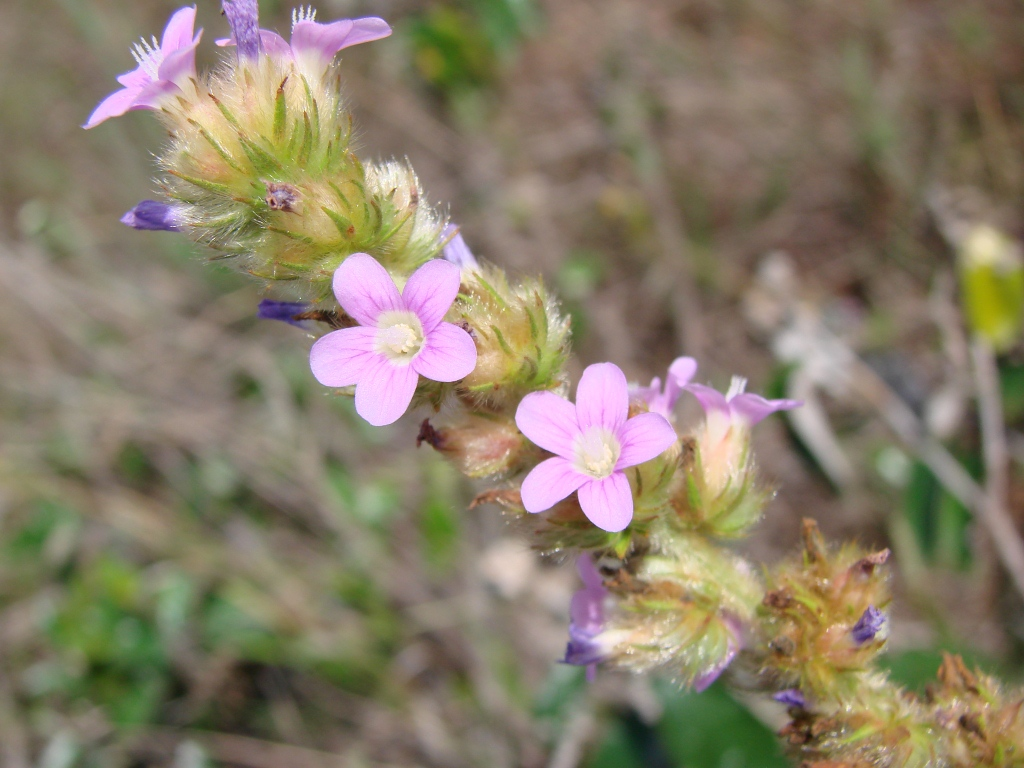
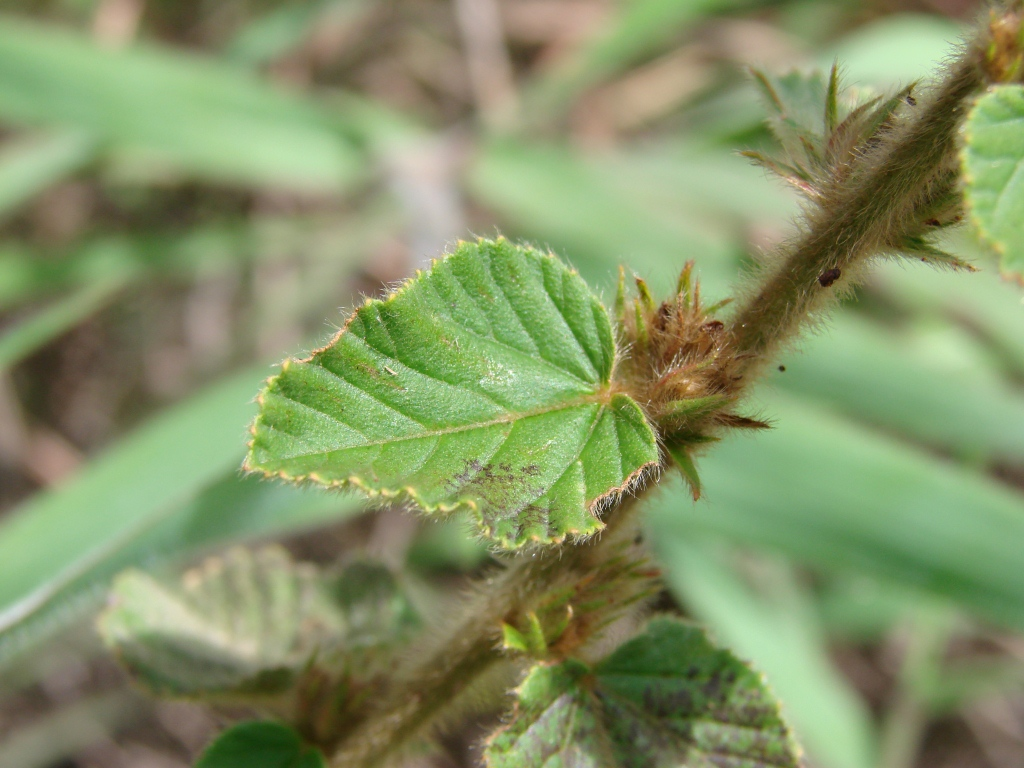